# Hug I de Spoleto
Hug I de Spoleto o Hug de Toscana (o Tuscia), normalment anomenat el Gran, (al voltant de 953 - Pistoia, 21 de desembre de 1001) fou marquès efectiu de Toscana des de prop de 970 fins a la seva mort, però va portar el títol des del 13 de febrer del 962 en què el seu pare Hubert de Toscana li va cedir. El 989 fou duc de Spoleto i marquès de Camerino fins al 996.

## Origen
Ell fill d'Hubert (? -967 o 970), un fill natural del rei d'Itàlia, Hug d'Arles, que també va ser durant un temps el duc de Spoleto (943-946), i de Wil·la de Toscana, una filla de Bonifaci I de Spoleto (duc 923-928). Es va casar amb un tal Judit i va tenir una filla. Va decidir traslladar la seva residència des de Lucca a Florència, donant un reconeixement econòmic i polític a la ciutat a l'Arno.
Durant el regnat de l'emperador Otó III va ser un dels consellers més respectats sobre temes italians. En aquest moment es va convertir en duc de Spoleto, però després de 994, quan Otón III, va començar a regnar en persona, potser espantat pel vast poder d'Hug al centre d'Itàlia, el 996, tot i que Hug era un dels més lleials partidaris, el va privar de Spoleto a favor de Conrad.
Encara va acompanyar a l'emperador en la seva nova invasió d'Itàlia i el 1000 va ser comandant de les tropes imperials junt amb el cosí de l'emperador Otó, el futur duc de Baviera i emperador, Enric. El 1001, els romans es van rebel·lar en contra d'Otó i el van assetjar al seu palau romà, i van tancar les portes de la ciutat per impedir l'entrada a Roma a les tropes d'Hug i d'Enric que al cap de tres dies van haver de pactar l'alliberament d'Otó (el qual hauria preferit combatre). Otó va haver d'abandonar Roma i el més probable és que Hug hagués estat llavors allunyat de la cort imperial.
Hug va morir en el mateix any (1001) a Pistoia, però va ser enterrat a Florència a l'abadia coneguda com a Badia Fiorentina, fundada per la seva mare. Més de quatre segles després Mino da Fiesole li va esculpir un monument fúnebre.
En l'últim període del seu govern a la Toscana, va treballar, com ho havia fet la seva mare, tenint cura i millora dels diversos instituts religiosos, amb nombroses donacions, que van ser confirmades pels seus successors.
La seva biografia es va enriquir amb moltes llegendes a través del temps i Plácido Puccinelli va escriure una història de les heroiques accions d'Hug el Gran (1664), vist com un príncep piadós i valor moral alt.

## Escut
El marquès va tenir com escut un de "vermell amb tres pals de plata" esmentats a la Divina Comèdia, Cant XVI del Paradís. Aquestos colors van ser adoptats després amb alguna variació per diverses famílies nobles de Florència.

## Descendència
Hug va tenir una filla de Judit:
- Wil·la (?-?), que va ser benefactor del monestir de Sant Michele Arcangelo a Massarosa el 1025, i va ser probablement la dona de Ardicino, fill del rei d'Itàlia, Arduí I d'Ivrea.